# Huon Valley Council
Huon Valley Council is een Local Government Area (LGA) in Australië in de staat Tasmanië. Huon Valley Council telt 14.628 inwoners. De hoofdplaats is Huonville.
In 1993 ontstond deze gemeente als een samenvoeging van de gemeentes Huon en Port Cygnet. Het veraf gelegen onbewoonde eiland (en Werelderfgoednatuurmonument) Macquarie-eiland, dat 1400 km zuidoostelijk in de oceaan ligt, behoort administratief ook tot Huon Valley.